# Mistrzostwa Świata w Lekkoatletyce 2019 – rzut oszczepem mężczyzn
Rzut oszczepem mężczyzn – jedna z konkurencji technicznych rozegranych podczas lekkoatletycznych mistrzostw świata w Dosze.

## Terminarz
Źródło: worldathletics.org.
| Data           | Godzina |                       |
| -------------- | ------- | --------------------- |
| 5 października | 16:30   | Kwalifikacje, grupa A |
| 5 października | 18:00   | Kwalifikacje, grupa B |
| 6 października | 19:55   | Finał                 |

## Rekordy
Tabela prezentuje rekord świata, rekord mistrzostw świata, rekordy kontynentów oraz najlepszy wynik na listach światowych w sezonie 2019 przed rozpoczęciem mistrzostw.
|                            | Zawodnik         | Wynik | Miejsce      | Data                      |
| -------------------------- | ---------------- | ----- | ------------ | ------------------------- |
| Rekord świata              | Jan Železný      | 98,48 | Jena         | 25 maja 1996(dts)         |
| Rekord mistrzostw świata   | Jan Železný      | 92,80 | Edmonton     | 12 sierpnia 2001(dts)     |
| Listy światowe             | Magnus Kirt      | 90,61 | Kuortane     | 22 czerwca 2019(dts)      |
| Rekord Afryki              | Julius Yego      | 92,72 | Pekin        | 26 sierpnia 2015(dts)     |
| Rekord Azji                | Zhao Qinggang    | 89,15 | Inczon       | 2 października 2014(dts)  |
| Rekord Ameryki Północnej   | Breaux Greer     | 91,29 | Indianapolis | 21 czerwca 2007(dts)      |
| Rekord Ameryki Południowej | Édgar Baumann    | 84,70 | San Marcos   | 17 października 1999(dts) |
| Rekord Europy              | Jan Železný      | 98,48 | Jena         | 25 maja 1996(dts)         |
| Rekord Australii i Oceanii | Jarrod Bannister | 89,02 | Brisbane     | 29 lutego 2008(dts)       |

## Wyniki

### Kwalifikacje
Awans: 84,60 (Q) lub dwanaście najlepszych rezultatów (q). Źródło: worldathletics.org.
| Pozycja | Grupa | Zawodnik               | Państwo                  | Runda | Runda | Runda | Wynik | Uwagi |
| Pozycja | Grupa | Zawodnik               | Państwo                  | 1     | 2     | 3     | Wynik | Uwagi |
| ------- | ----- | ---------------------- | ------------------------ | ----- | ----- | ----- | ----- | ----- |
| 1.      | A     | Johannes Vetter        | Niemcy                   | 89,35 |       |       | 89,35 | Q     |
| 2.      | B     | Magnus Kirt            | Estonia                  | 81,00 | 88,36 |       | 88,36 | Q     |
| 3.      | A     | Anderson Peters        | Grenada                  | 82,06 | 85,34 |       | 85,34 | Q     |
| 4.      | B     | Kim Amb                | Szwecja                  | x     | 82,98 | 84,85 | 84,85 | Q     |
| 5.      | B     | Keshorn Walcott        | Trynidad i Tobago        | 84,84 |       |       | 84,84 | Q     |
| 6.      | A     | Jakub Vadlejch         | Czechy                   | 81,70 | 84,31 |       | 84,31 | Q     |
| 7.      | A     | Julian Weber           | Niemcy                   | 84,29 |       |       | 84,29 | Q     |
| 8.      | A     | Julius Yego            | Kenia                    | 83,86 | 83,76 | 80,62 | 83,86 | q     |
| 9.      | A     | Norbert Rivasz-Tóth    | Węgry                    | 83,42 | 81,06 | 77,27 | 83,42 | q,    |
| 10.     | B     | Cheng Chao-tsun        | Chińskie Tajpej          | 79,08 | 83,40 | 79,88 | 83,40 | q     |
| 11.     | A     | Marcin Krukowski       | Polska                   | 82,44 | x     | 82,02 | 82,44 | q     |
| 12.     | B     | Lassi Etelätalo        | Finlandia                | 75,11 | x     | 82,26 | 82,26 | q     |
| 13.     | B     | Alexandru Novac        | Rumunia                  | 82,12 | 78,18 | 79,75 | 82,12 |       |
| 14.     | B     | Alaksiej Katkawiec     | Białoruś                 | 75,88 | x     | 82,08 | 82,08 |       |
| 15.     | B     | Ryōhei Arai            | Japonia                  | 81,71 | x     | 72,99 | 81,71 |       |
| 16.     | B     | Arshad Nadeem          | Pakistan                 | 81,52 | 75,48 | x     | 81,52 | NR    |
| 17.     | B     | Rolands Štrobinders    | Łotwa                    | 81,09 | 80,60 | 79,51 | 81,09 |       |
| 18.     | B     | Michael Shuey          | Stany Zjednoczone        | 77,04 | x     | 80,53 | 80,53 |       |
| 19.     | B     | Oliver Helander        | Finlandia                | x     | 80,36 | x     | 80,36 |       |
| 20.     | B     | Andreas Hofmann        | Niemcy                   | 80,06 | x     | x     | 80,06 |       |
| 21.     | A     | Gatis Čakšs            | Łotwa                    | 79,94 | x     | 79,63 | 79,94 |       |
| 22.     | A     | Edis Matusevičius      | Litwa                    | 73,98 | 75,73 | 79,60 | 79,60 |       |
| 23.     | B     | Thomas Röhler          | Niemcy                   | x     | 79,23 | x     | 79,23 |       |
| 24.     | A     | Shivpal Singh          | Indie                    | 75,91 | 78,97 | x     | 78,97 |       |
| 25.     | A     | Liu Qizhen             | Chińska Republika Ludowa | 75,27 | x     | 75,81 | 75,81 |       |
| 26.     | A     | Riley Dolezal          | Stany Zjednoczone        | 75,62 | x     | 74,85 | 75,62 |       |
| 27.     | A     | Pawieł Mialeszka       | Białoruś                 | x     | 75,14 | x     | 75,14 |       |
| 28.     | A     | Antti Ruuskanen        | Finlandia                | 72,65 | 75,05 | x     | 75,05 |       |
| 29.     | A     | Albert Reynolds        | Saint Lucia              | 69,68 | 73,91 | x     | 73,91 |       |
| 30.     | A     | Ołeksandr Nyczyporczuk | Ukraina                  | x     | 72,75 |       | 72,75 |       |
| –       | B     | Zhao Qinggang          | Chińska Republika Ludowa | x     | x     | x     | NM    |       |
| –       | B     | Vítězslav Veselý       | Czechy                   |       |       |       | DNS   |       |

### Finał
Źródło: worldathletics.org.
| Pozycja | Zawodnik            | Państwo           | #1    | #2    | #3    | #4    | #5    | #6    | Wynik | Uwagi |
| ------- | ------------------- | ----------------- | ----- | ----- | ----- | ----- | ----- | ----- | ----- | ----- |
| 01 !    | Anderson Peters     | Grenada           | 86,69 | 81,26 | 79,82 | 86,89 | 84,59 | 83,63 | 86,89 |       |
| 02 !    | Magnus Kirt         | Estonia           | 83,95 | 86,21 | 85,17 | 85,90 | x     | r     | 86,21 |       |
| 03 !    | Johannes Vetter     | Niemcy            | x     | 85,37 | 82,51 | x     | 82,29 | x     | 85,37 |       |
| 4.      | Lassi Etelätalo     | Finlandia         | 72,00 | 77,92 | 82,49 | 74,62 | x     | 74,63 | 82,49 |       |
| 5.      | Jakub Vadlejch      | Czechy            | 77,32 | 81,98 | 82,19 | 77,36 | x     | x     | 82,19 |       |
| 6.      | Julian Weber        | Niemcy            | 81,20 | 81,26 | 80,80 | 79,43 | 79,46 | 73,58 | 81,26 |       |
| 7.      | Marcin Krukowski    | Polska            | 80,56 | 79,91 | x     | x     | x     | x     | 80,56 |       |
| 8.      | Kim Amb             | Szwecja           | 78,93 | 80,42 | 78,51 | 75,71 | x     | x     | 80,42 |       |
| 9.      | Norbert Rivasz-Tóth | Węgry             | 79,73 | 77,89 | 76,55 | NQ    | NQ    | NQ    | 79,73 |       |
| 10.     | Cheng Chao-tsun     | Chińskie Tajpej   | 74,74 | 77,51 | 77,99 | NQ    | NQ    | NQ    | 77,99 |       |
| 11.     | Keshorn Walcott     | Trynidad i Tobago | 75,30 | 77,47 | x     | NQ    | NQ    | NQ    | 77,47 |       |
| –       | Julius Yego         | Kenia             | x     | x     | x     | NQ    | NQ    | NQ    | NM    |       |